# 周防大島

山口縣地圖，周防大島位在右下角

周防大島（日语：周防大島）是日本山口縣大島郡周防大島町的島嶼。正式名稱是屋代島（屋代島），因為是古代令制國周防國的大島，所以多稱為周防大島。面積128.31平方公里。瀨戶內海中僅次於淡路島、小豆島的第三大島。

## 外部連結
- 周防大島町
- 周防大島町觀光協會（页面存档备份，存于）